# در پروانه‌ای
در پروانه‌ای نوعی از درهای خودرو است.
حرکت این نوع درها بدین‌صورت است که ابتدا دو در رو به بالا رفته و به‌تدریج به سمت یکدیگر متمایل می‌شوند (همانند حرکت بال پروانه).
|  |  |  |